# Diecezja Jackson
Diecezja Jackson (łac. Dioecesis Jacksoniensis, ang. Diocese of Jackson) jest diecezją Kościoła rzymskokatolickiego w północnej części stanu Missisipi. Wcześniej znana jako diecezja Natchez (1837-1956) i diecezja Natchez-Jackson (1956-1977).

## Historia
Po raz pierwszy duchowni katoliccy odwiedzili tereny późniejszego stanu Missisipi w XVII w. Było to podczas wypraw badawczych  La Salle’a, Marquette’a i d’Iberville’a. W końcu wieku XVIII trzech misjonarzy hiszpańskich utworzyło misje katolickie w okolicach Natchez. Jednak kiedy  w roku 1783 tereny te przejęły Stany Zjednoczone, misje zostały opuszczone, a własność Kościoła skonfiskowano. Przez wiele lat katolicy z Natchez pozostawali bez opieki duszpasterskiej. By temu zaradzić 18 lipca 1826 roku utworzono Wikariat Apostolski Missisipi, który obejmował terytorium stanu o tej samej nazwie. Wikariuszem został dotychczasowy biskup Luizjany i Obu Floryd (późniejsza archidiecezja Nowy Orlean, pod którą podlegały do tej pory tereny Missisipi) Louis-Guillaume-Valentin Dubourg PSS, który niedługo później powrócił do swej ojczystej Francji. 28 lipca 1837 wikariat apostolski podniesiono do rangi diecezji z siedzibą w Natchez. Pierwszym ordynariuszem został sulpicjański kapłan pochodzący z Baltimore John Joseph Mary Benedict Chanche (1795-1852). Gdy przybył on do swej diecezji zastał tylko jednego kapłana, który na dodatek pracował tam tymczasowo. Kamień węgielny pod budowę katedry NMP w Natchez położono w roku 1842. W chwili śmierci bpa Chanche diecezja posiadała 11 księży, 11 kościołów i 13 misji. W połowie XX w. zaczęto uważać, że bardziej odpowiednim miastem do sprawnego administrowania diecezją będzie stolica stanu, miasto Jackson. Z tego powodu w roku 1947 przeniesiono tam władze diecezji i kurię. 18 grudnia 1956 diecezja oficjalnie zmieniła nazwę na Natchez-Jackson, a od 1 marca 1977 nosi nazwę diecezja Jackson. Tego samego dnia wyodrębniona została również diecezja Biloxi. Na nową katedrę diecezjalną wybrano kościół św. Piotra Apostoła, który wybudowano w roku 1900.

## Ordynariusze
- John Mary Joseph Chanche PSS (1840–1852)
- James Oliver Van de Velde SJ (1853–1855)
- William Henry Elder (1857–1880)
- Francis Janssens (1881–1888)
- Thomas Heslin (1889–1911)
- John Edward Gunn SM (1911–1924)
- Richard Oliver Gerow (1924–1967)
- Joseph Bernard Brunini (1967–1984)
- William Houck (1984–2003)
- Joseph Latino (2003–2013)
- Joseph Kopacz (od 2013)